# 車だん吉
車 だん吉（くるま だんきち、1943年12月6日 - ）は、日本のタレント・俳優・漫画家。本名：白沢 力（しらさわ つとむ）。浅井企画所属。愛称は、だんちゃん。
東京都、現在の江東区生まれ、千葉県佐倉市在住。立正大学経済学部卒業。身長177cm。

## 来歴・人物
1966年3月、大学卒業後に左とん平に弟子入りしたところ、左に浅井企画を紹介され、事務員として入社。萩本欽一が主宰していた劇団・東京新喜劇の劇団員だったいわたがん太（のちに岩がん太→岩だん吉と改名）とコンビを組むことになり、芸人に転身した。コント55号の弟分として「コント0番地」を名乗っていた。当時の芸名はたんくだん吉で、はかま満緒の命名による。これは「顔がマンガみたいだから」との理由で、『タンクタンクロー』と『冒険ダン吉』からのもじりである。
同じ事務所の坂上二郎が三船敏郎主演のテレビ時代劇『荒野の素浪人』に出演する際に、抱き合わせ出演を依頼した。しかし番組制作側に芸名に難色を示された事から、「たんく」→「戦車」→「車」と改名した。
コント55号全盛時には、岩と共に萩本と「同棲」して、彼の身の回り一切を支えていた。しかし、岩が起業（当初魚屋、のちラーメン店へ転業）のため芸能界を引退し、コンビを解消。その後も車は芸能人として活動を続ける。
1976年から1994年まで放送された中京テレビのバラエティ番組『お笑いマンガ道場』で全国的に有名となり、プロ顔負けの漫画を披露し、人気を博した。マンガ道場での共演者であった漫画家 鈴木義司、富永一朗の推薦を受け、漫画家活動も行っており、漫画雑誌「わんぱっくコミック」や欽ちゃんの4コマ漫画おまけ付きい!（週刊漫画サンデー）などに漫画を掲載したこともある。
老女に扮する芸を持ち、九州を中心に活動したばってん荒川、吉本新喜劇の桑原和男と並ぶ「お婆さんキャラ」を持つ。また、役者としても様々なドラマ・映画に出演している。
日本テレビ『ぶらり途中下車の旅』ではかつて約2か月おきに出演し、「ミスターぶらり旅」の異名を取っていた（初代ナレーターだった滝口順平の逝去以後出演取りやめ）。
また声優として、『ピタゴラスイッチ』の百科おじさんの声を担当していた。初代の名古屋章から数えて三代目であった。
コントグループ「東京03」のメンバー・飯塚悟志は親戚。

## エピソード
- 『ザ!鉄腕!DASH!!』内での軽ワゴンのソーラーカーで日本を一周する企画「ソーラーカー一筆書き日本一周」では、ソーラーカーの名前が「車だん吉」をもじってつけられた「だん吉」だった。
- 京成電鉄で2009年2月から3月までの間、3700形車両を使用して「車だん吉号」が運転されていた。

## 出演

### テレビドラマ
- フジ三太郎（1968年、TBS / 国際放映）※たんくだん吉名義
- Oh!それ見よ（1969年、TBS / 国際放映）
- 決めろ!フィニッシュ 第12話「勝利への足あと」（1972年、TBS / 東宝）- 弘の従兄弟・マスター
- 荒野の素浪人 第22話「待ち伏せ 国境い夜叉神峠」（1972年、NET / 三船プロダクション）
- へんしん!ポンポコ玉 第8話「ピンチ?ぴんちナノダ!」（1973年、TBS / 国際放映）- 警官A
- ジャンボーグA 第36話「恐怖! 蛇が岳の秘密」（1973年、MBS / 円谷プロ）- 城南町交番のおまわりさん
- 雑居時代 第15話「今年はライオンどし?」（1974年、NTV / ユニオン映画）- 若い獅子舞
- 高校教師 第7話「先生に女心はわからない」（1974年、12ch / 東宝）- バーの客
- 幡随院長兵衛お待ちなせえ 第2話「男度胸の花が咲く」（1974年、MBS）
- 夜明けの刑事（1976年 - 1977年、TBS / 大映テレビ）- 菊平
- 明日の刑事（1977年 - 1979年、TBS /    大映テレビ）- 菊平
- 森村誠一シリーズ / 人間の証明（1978年、MBS）- タクシーの運転手
- やあ!カモメ（1978年、TBS）- 山野田吾作
- 大空港 第9話「大爆破!!暁の緊急指令」（1978年、CX）
- 男なら!（1979年、TBS）- 常吉
- 聖女房（1979年、YTV）
- 西遊記II 第13話「人喰い妖怪 若返りの泉」（1979年、NTV / 国際放映・円谷プロダクション）- 蛇根
- 爆走!ドーベルマン刑事 第13話「助けて!アレックス」（1980年、ANB / 東映）
- 裸の大将放浪記 第2回「欲張りの人も沢山いるので」（1980年、KTV / 東阪企画）
- 玉ねぎむいたら…（1981年、TBS）- 鹿島金次
- 秘密のデカちゃん 第22話「こりゃ大変!夫婦関係ストライキ」（1981年、大映テレビ / TBS）- 岩井音吉[4]
- ライオン奥様劇場 / 新・子育てごっこ（1981年、CX / NMC）- 妹尾
- 時代劇スペシャル / 仇討選手（1981年、CX / 国際放映）- 八助
- われら動物家族（1981年 - 1982年、TBS）- 熊野忠次
- 幻之介世直し帖 第16話「鵜が哭いた上州路」（1982年、NTV）
- ひまわりの歌 第20話「クスリ屋の母子の恐ろしい計画!!」（1982年、TBS）
- 木曜座 / さりげなく憎いやつ（1982年、MBS）
- はじめまして・再婚（1982年、MBS）
- 特捜最前線 第322話「にっぽん縦断泥棒日記!」（1983年、ANB / 東映） - 狩野和夫
- 流れ星佐吉（1984年、KTV / 松竹）- 常役
- 人妻捜査官 第6話「疑惑!?ヒロインが血に染まった撮影所」（1984年、ABC / テレパック）
- 気分は名探偵（1984年）- 深沢重雄
- どうぶつ通り夢ランド 第1話「象が逃げてSOS!!」（1986年、ANB）- 左右田鉄五郎
- 必殺仕事人V・風雲竜虎編 第5話「一夫多妻家族 悲しき暴走」（1987年、ABC）- 並作
- 熱中時代スペシャル 帰ってきた北野広大（1987年、NTV）
- おヒマなら来てよネ!（1987年、CX）- 薄井
- 風呂上がりの夜空に（1987年、ANB）
- あぶない少年III（1988年、TX）
- NEWジャングル 第26話「もう一人いた」（1988年、NTV）
- 火曜スーパーワイド「ミスマッチ」（1988年、ANB）
- 水戸黄門（TBS / C.A.L）
  - 第18部 第27話「妻が守った夫の武士道 -掛川-」（1989年3月20日）- 左喜平
  - 第20部 第21話「奸計暴いた娘の忠義 -人吉-」（1991年4月1日）- 伊平役
  - 第22部 第26話「誘拐された黄門さま -豊岡-」（1993年11月8日）- 五郎八
  - 第33部 第22話「大対決!八百八町は日本晴れ（2時間SP）」（2004年9月20日） - 六兵衛
- 翔ぶが如く（1990年、NHK大河ドラマ）- 永田熊吉
- 熱血!新入社員宣言（1991年、TBS）- 曽根 忠
- 月曜ドラマスペシャル『松本清張作家活動40年記念・黒い画集 坂道の家』（1991年、TBS）
- 世にも奇妙な物語『ビデオドラッグ』（1991年、CX）
- 赤かぶ検事の逆転法廷 第6話「必殺!?分身殺人」（1992年、ABC）- 下村治男
- 東京の恋人～Tokyo lover～（1992年、CTV）
- ドラマ30 / のんちゃんのり弁（1997年、CBC）
- 一絃の琴（2000年、NHK） - 八助
- 編集王（2000年、CX）
- こちら本池上署 第3話「記憶の中の父」（2003年）- 瀬野俊夫
- 一攫千金夢家族2（2003年、TBS）- 児玉耕平
- 猪熊夫婦の駐在日誌2（2005年）- 都賀滋
- ハリ系（2007年、NTV）- ジイジ
- CHANGE（2008年、CX）
- プラチナエイジ（2015年、THK）- 川辺一郎
- 戦争めし（2018年、NHK BSプレミアム）- 前田郁夫[5][6]
- 盤上のアルファ（2019年、NHK BSプレミアム）- 後援会長

### 映画
- コント55号と水前寺清子のワン・ツウー・パンチ 三百六十五歩のマーチ（1969年、松竹）芸名：たんくだん吉
- 男じゃないか 闘志満々（1973年、松竹）
- にっぽん美女物語（1974年、松竹）
- お祭り野郎 魚河岸の兄弟分（1976年、東映）
- 金田一耕助の冒険（1979年、東映）
- ブルージーンズメモリー（1981年、東宝）
- 胸さわぎの放課後（1982年、東映）
- 天城越え（1983年、松竹）
- 河童（1994年、日本ヘラルド映画）
- ニッポン競輪アカデミー青春、ジャン!（1997年、キングレコード）
- ジャングル大帝（1997年、松竹）
- けものがれ、俺らの猿と（2001年）
- Summer Nude（2003年）
- トワイライト・ファイルvol.1（2005年）
- キャプテントキオ（2007年）
- 騒音（2015年）

### バラエティ

#### 過去の出演番組
- タワーバラエティ 勝抜きスピードクイズ（フジテレビ）- 火曜日担当
- お笑い0番地（日本教育テレビ）
- みんなで出よう55号決定版!→55号決定版!（TBSテレビ）
- シャボン玉ホリデー（1976年、日本テレビ）- 第2期レギュラー
- オルトレ・イ・チンクワンタ（フジテレビ）
- カックラキン大放送!!（日本テレビ）
- ぶらり日本名作の旅（日本テレビ）
- マチャアキのガンバレ9時まで!!（日本テレビ）
- お笑いマンガ道場（中京テレビ）
- 欽ドン!良い子悪い子普通の子（フジテレビ）
- ネプリーグ (フジテレビ)
- 趣味悠々（NHK教育）
- ぶらり途中下車の旅（日本テレビ）
- お江戸でござる（NHK）
- ピタゴラスイッチ（NHK教育）- 百科おじさんの声〈3代目〉
- 日曜ビッグバラエティ（テレビ東京）

### CM
- ジャンボホイール（エポック社）
- 京都西川
- 脱臭炭（エステー化学）
- ユーポス（中古車買い取り企業）※関西ローカル。「だん吉以外の『車』高く買います。」という自身の名前とかけたキャッチコピーの入った内容